# Dix à chaque doigt
Pour plus de détails, voir Fiche technique et Distribution.
An jedem Finger zehn (An jedem Finger zehn) est un schlagerfilm ouest-allemand réalisé par Erik Ode, sorti en 1954.

## Synopsis
Fips Kluger, Franz Hempel et le trompettiste Macky sont arrêtés par la police, parce que leur groupe gêne la circulation, puis libérés. Fips raconte comment on en est arrivé là :
Fips est le manager d'un orchestre fait autour du compositeur Bert Martin. Le groupe vient d'avoir un engagement au Lido : la jeune danseuse Margit Rameau sera une célébrité mondiale, dit son manager Lony Lehmann. Les musiciens sont engagés pour l'accompagner. Pour appuyer sa célébrité, Lony lui attribue un comportement de diva. Ainsi Bert se voit refouler lorsqu'il fait des avances à Margit. La devise de Loni est : "Les hommes doivent être maltraités", depuis qu'elle a été déçu par l'un d'eux, ce qui l'a obligé à fermer son théâtre.
Non seulement Bert est amoureux de Margit, mais aussi Franz Hempel. Lorsque Franz demande Margit en mariage, c'en est trop pour Loni. Elle invente un amant imaginaire qui porte un tatouage, un homme dans la lune prénommé Alexander. Bert souffre, surtout après un baiser ensemble où Margit s'exclame "Alexander !". Pour être certain de la décision à prendre vis-à-vis de Margit, Fips, Franz et Macky font une enquête auprès des hommes de la maison voisine. Ils sont alors arrêtés par la police. Le dit "Alexander" réapparaît et se présente à Margit sous le nom de Gregor Bruchsal. Elle fait semblant de l'aimer, mais il est renvoyé, comme Bert n'est plus là. Gregor prend alors connaissance du rapport qu'il y aurait entre elle et Bert. D'un autre côté, cela va mal : comme les musiciens sont arrêtés, l'engagement de Bert au Lido est terminé.
Après leur libération, les membres de l'orchestre se retrouvent dans l'hôtel de M. Kroll, qui vit avec sa nièce Cornelia. Le groupe ne joue plus, sauf Bert qui court le cacheton. Il reçoit un télégramme pour venir dans un bureau en vue d'une tournée de Margit en Suisse. Bien qu'il ne soit pas bon en affaires, elle lui reconnaît son talent. Elle demande à Lony Lehmann de remonter anonymement un cabaret.
Les musiciens sont heureux d'être mis à contribution. Le numéro doit remplacer en dernière minute Joséphine Baker. Fips espère faire venir Rudolf Schock alors qu'il doit être à Vienne. Lorsqu'elle lit les notes de Bert, Margit veut se montrer conciliante, mais il devient furieux quand il la voit en dehors du théâtre avec Gregor Bruchsal. Ils se séparent en colère. À l'approche de la soirée, tout est sens dessus dessous. Cornelia doit chanter. Le chef d'orchestre Okay remplace à la dernière minute Schock. Fips parvient à convaincre Margit de monter sur scène. C'est un triomphe. Margit retrouve l'homme dans la lune, mais il se refuse à elle et fuit. Bert le remplace sur scène. Elle l'enlace, ils sont réconciliés.

## Fiche technique
- Titre français : Dix à chaque doigt[1]
- Titre original : An jedem Finger zehn
- Réalisation : Erik Ode, assisté de Roly Bock
- Scénario : Per Schwenzen (no), Joachim Wedekind
- Musique : Bobby Callazo, José Carbo Menendez
- Direction artistique : Hans Kuhnert, Theo Zwierski (de)
- Costumes : Trude Ulrich
- Photographie : Ekkehard Kyrath
- Son : Werner Maas
- Montage : Walter Wischniewsky
- Production : Peter Schaeffers
- Sociétés de production : Melodie Film
- Société de distribution : Herzog-Filmverleih
- Pays d'origine :  Allemagne de l'Ouest
- Langue : allemand
- Format : Noir et blanc - 1,33:1 - Mono - 35 mm
- Genre : Musical, schlagerfilm
- Durée : 104 minutes
- Date de sortie :
  - Allemagne de l'Ouest : 28 octobre 1954.
  - France : 4 mai 1956

## Distribution
- Germaine Damar : Margit Rameau
- Erich Auer : Bert Martin
- Walter Giller : Fips Kluger
- Loni Heuser : Lony Lehmann
- Bibi Johns : Biggy Nilsson
- Werner Fuetterer : Gregor Bruchsal
- Walter Gross : Franz Hempel
- Macky Kasper : Macky
- Kenneth Spencer : Le chef d'orchestre Okay
- Hubert von Meyerinck : Le directeur du Lido
- Werner Kroll : M. Kroll
- Cornelia Froboess : Cornelia, sa nièce
- Dina Gralla : La costumière
- Kurt Vespermann : Le commissaire
- Helmut Zacharias : Helmut
- Hans Albers : Hans Albers
- Ruth Stephan : Sa partenaire de scène
- Isa Günther : Une femme dans le public
- Jutta Günther : Une femme dans le public
- Joséphine Baker : Une chanteuse